# Округ Арвајлер
Округ Арвајлер је округ у немачкој савезној држави Рајна-Палатинат. 
Површина округа је 786,95 km². Крајем 2009. имао је 128.063 становника. Има 74 насеља, од којих је седиште управе у месту Бад Нојенар-Арвајлер. 
Округ Арвајлер је познат по воћарству и виноградарству. Река Рајна чини његову источну границу. Значајна је још река Ар. Округ захвата најсевернији део планина Ајфел. 